# バーバレラ
バーバレラ（Barbarella）は、1962年にジャン＝クロード・フォレ（Jean-Claude Forest）によって作られたフランスのSFコミックおよび、主人公の女性キャラクターの名前。この項では映画化作品、ミュージカル作品についても扱う。

## 漫画

### 概要（漫画）
フランスの雑誌『V Magazine』に連載された。大人向けバンド・デシネ。
1964年に、主に美術書を専門に出していたエリック・ロスフェルド社（Eric Losfeld）によって2色刷りの豪華本として出版されたが、裸の絵があるとして検閲に引っかかり宣伝禁止処分となった。
1968年に映画化された。映画化に合わせ、前述の版に修正を加えて再出版され人気を博す。

### ストーリー（漫画）
この漫画界の主人公であるバーバレラは、銀河系をめぐりながら、性的なものを含む多くのアドヴェンチャーを行った。

## 映画

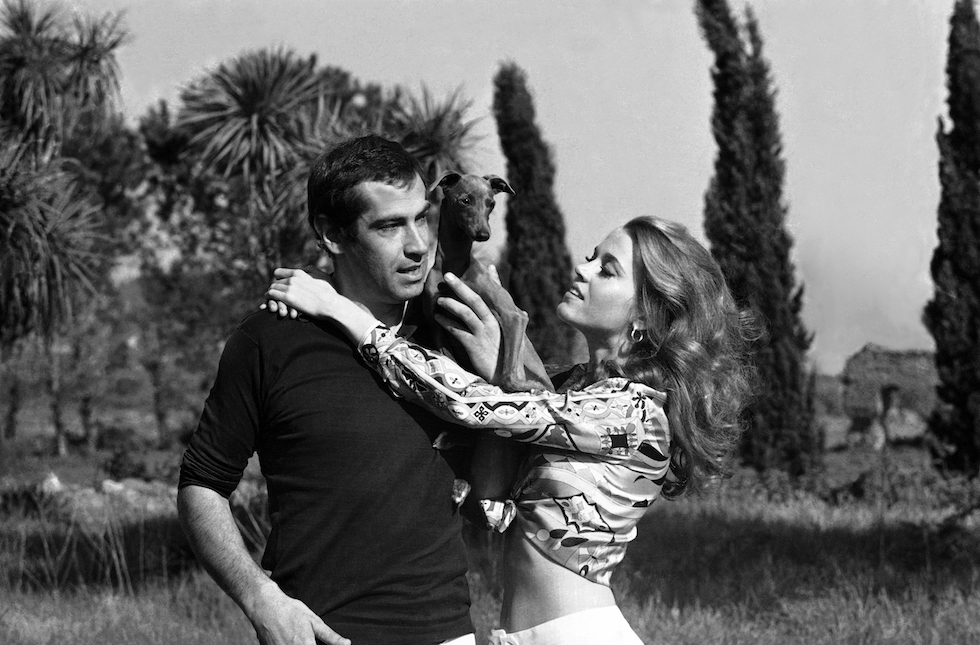
撮影当時のロジェ・ヴァディムとジェーン・フォンダ。ローマ郊外、アッピア街道沿いの別荘で。（1967年）

### 概要（映画）
フランス、イタリア合作映画。ジェーン・フォンダ主演で、原作譲りのエロティックな描写（頻繁ではあるがあからさまなものではない）が特徴であり、オープニングの無重力状態でのストリップティーズや、オルガスマトロン（Orgasmatron）と名づけられた性的拷問装置のシーンは特筆に価する。主人公バーバレラは、セクシーな衣装を替えながら、幼児たちに捕らえられて人形に体をかじられたり、小鳥の群れに襲撃されたりするなど、さまざまに被虐的な目に遭う。
全編を通じて、わざとらしいおふざけの雰囲気が演出されており、特殊効果や美術は非常にキッチュなものである。
4Kレストアが施された4K Ultra HDブルーレイが、2023年11月28日にアメリカで発売された。

### ストーリー（映画）
すべての兵器が廃止された遠い未来、主人公バーバレラは、陽電子光線発生装置を発明したくじら座タウ星の科学者デュラン・デュラン博士を探せ、という密命を地球大統領から受ける。装置が破壊兵器に転用されれば、武装のない地球は簡単に征服されてしまう。バーバレラはタウ星に向かい、セックスに満ちた冒険を繰り広げ、タウ星を回る惑星の地下に広がる都市を支配する女王や、悪党デュラン・デュランと対決する。

### キャスト
| 役名               | 俳優                     | 日本語吹替                      |
| 役名               | 俳優                     | 東京12チャンネル版              |
| ------------------ | ------------------------ | ------------------------------- |
| バーバレラ         | ジェーン・フォンダ       | 小原乃梨子                      |
| パイガー           | ジョン・フィリップ・ロー | 納谷六朗                        |
| デュラン・デュラン | ミロ・オーシャ           | 島宇志夫                        |
| ピング教授         | マルセル・マルソー       | 宮内幸平                        |
| 黒い女王           | アニタ・パレンバーグ     | 沢田敏子                        |
| マーク・ハンド     | ウーゴ・トニャッツィ     | 寺島幹夫                        |
| 地球大統領         | クロード・ドーファン     | 飯塚昭三                        |
| ディルダノ         | デヴィッド・ヘミングス   | 矢田耕司                        |
| 不明 その他        |                          | 国坂伸 貴家堂子 山本嘉子        |
|                    |                          |                                 |
| 演出               | 演出                     | 高桑慎一郎                      |
| 翻訳               | 翻訳                     | 井場洋子                        |
| 効果               |                          |                                 |
| 調整               |                          |                                 |
| 制作               | 制作                     | 東北新社                        |
| 解説               | 解説                     | 南俊子                          |
| 初回放送           | 初回放送                 | 1974年12月19日 『木曜洋画劇場』 |

### スタッフ
- 製作：ディノ・デ・ラウレンティス
- 監督：ロジェ・ヴァディム
- 脚本：ジャン＝クロード・フォレ、クロード・ブリュレ（Claude Brulé）、ロジェ・ヴァディム、テリー・サザーン、ヴィットーリオ・ボニチェッリ（Vittorio Bonicelli）、ブライアン・デガス（Brian Degas）、チューダー・ゲイツ（Tudor Gates）、クレマン・ビドル・ウッド（Clement Biddle Wood）
- 撮影：クロード・ルノワール（Claude Renoir）
- 音楽：ミシェル・マーニュ、チャールズ・フォックス（Charles Fox）
- 配給：パラマウント映画

### その他
- 制作費は900万ドル。
- この作品は、英語版に加え、吹き替えによるフランス語版が同時に作られた。主演のフォンダはフランス語版でも自身が吹き替えを行なっている。黒い女王役のパレンバーグと、ピング教授役のマルソーの英語版のセリフは、別の俳優による吹き替えである。パレンバーグについては、フェネラ・フィールディング（Fenella Fielding）が吹き替えを行っているとされる[4]が、ジョーン・グリーンウッド（Joan Greenwood）が吹き替えを行ったという異説もある[要出典]。
- リメイクについて複数の情報があり、過去には、ドリュー・バリモアが制作権を取得した[5]とか、2009年公開予定で監督ロバート・ロドリゲス、主演ローズ・マッゴーワンで企画が進行している[6]、といった報道があった。
- 2022年にソニー・ピクチャーズが発表した、シドニー・スウィーニーが主演と製作総指揮を務めるリメイク版について[7]、ジェーン・フォンダのどのような方向性になるか心配しているから考えないようにしているというコメントが報じられる[8]。

## ミュージカル
映画に基づいてデイヴ・スチュワートが書き下ろしたミュージカルバージョンが、2004年3月11日にオーストリアのウィーンで初演された。主演はニナ・プロール（Nina Proll）。このミュージカルは2005年の1月1日まで続演された。出演者による録音が行われ、100枚のCDが生産された。これはウィーンミュージカルクラブのメンバー内で抽選によって配布された。